# 695
695 (DCXCV) je bilo navadno leto, ki se je po julijanskem koledarju začelo na petek.

## Dogodki
- 1. januar

## Rojstva
- Teofil Edeški, srednjeveški astrolog in učenjak iz Mezopotamije († 785)

## Smrti
- Klodvik IV., frankovski kralj (* 682)